# Snögam
Snögam (Gyps himalayensis) är en bergslevande asiatisk fågel i familjen hökar inom ordningen hökfåglar.

## Utseende
Snögamen är en mycket stor gam, troligen den största och tyngsta i Himalaya och störst i släktet Gyps med en kroppslängd på 103–110 cm, vingbredden 260–290 cm och vikten åtta till tolv kg. Den liknar gåsgamen, men är större, med kraftigare kropp och något längre stjärt. En bra karaktär är att vingtäckare och kropp är blekt beigefärgade och kontrasterar tydligt med mörka vingpennor och stjärt. Vidare är kroppsfjädrarna endast blekt streckade. 
Fötter och ben är skäraktiga och den nakna huden vid näbben är blekblå snarare än mörkblå.
Ungfågeln har beigevita streck på skapularerna och vingtäckarna som kontrasterar med mörkbrun undersida. Detta i kombination med ljusstreckad mörk ovansida skiljer den från grågam som annars är av liknande storlek. Även ung bengalgam är lik, men snögamen är mycket större och kraftigare med bredare vingar och längre stjärt samt är mer streckad under och ovan.

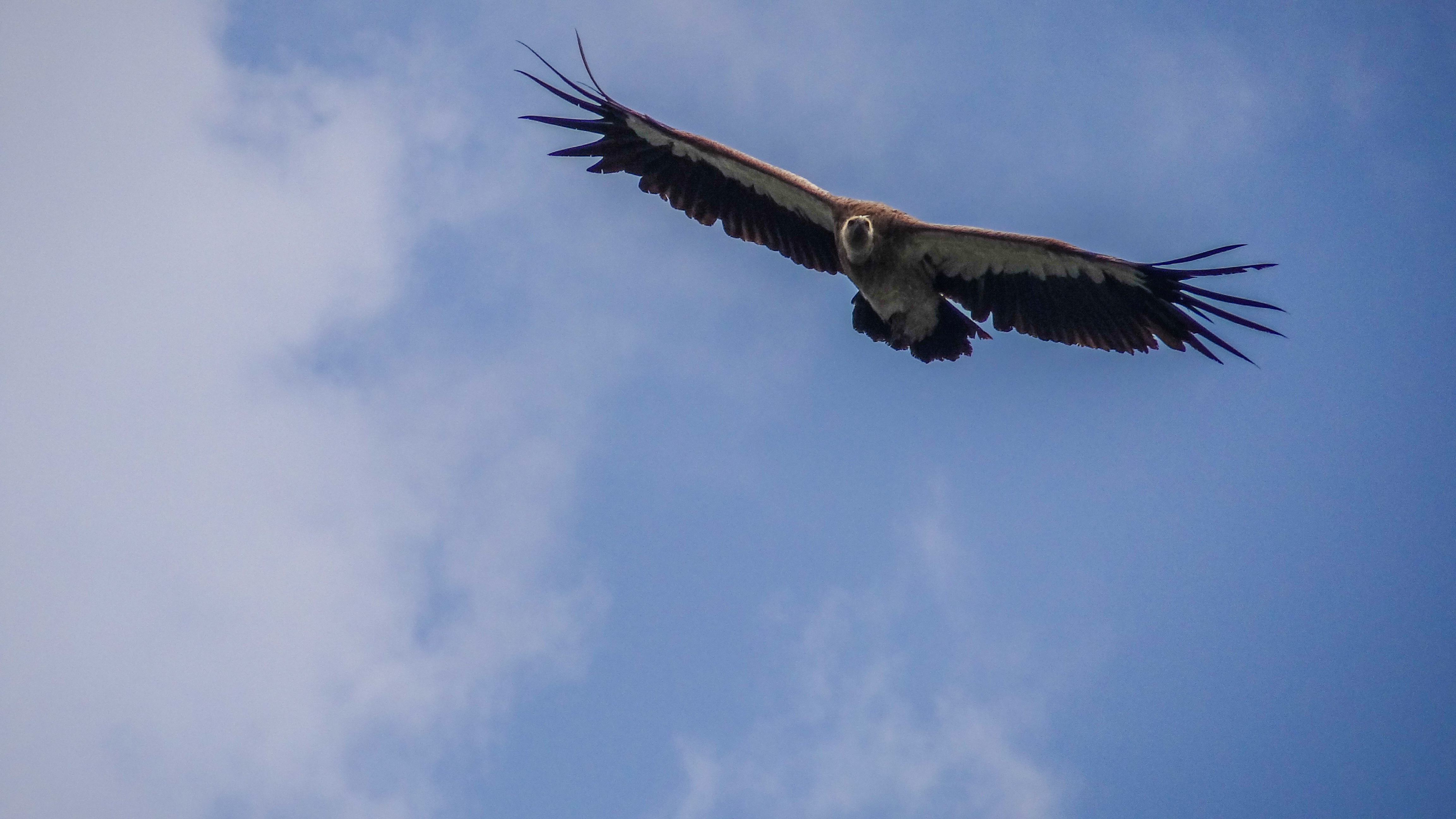
Adult

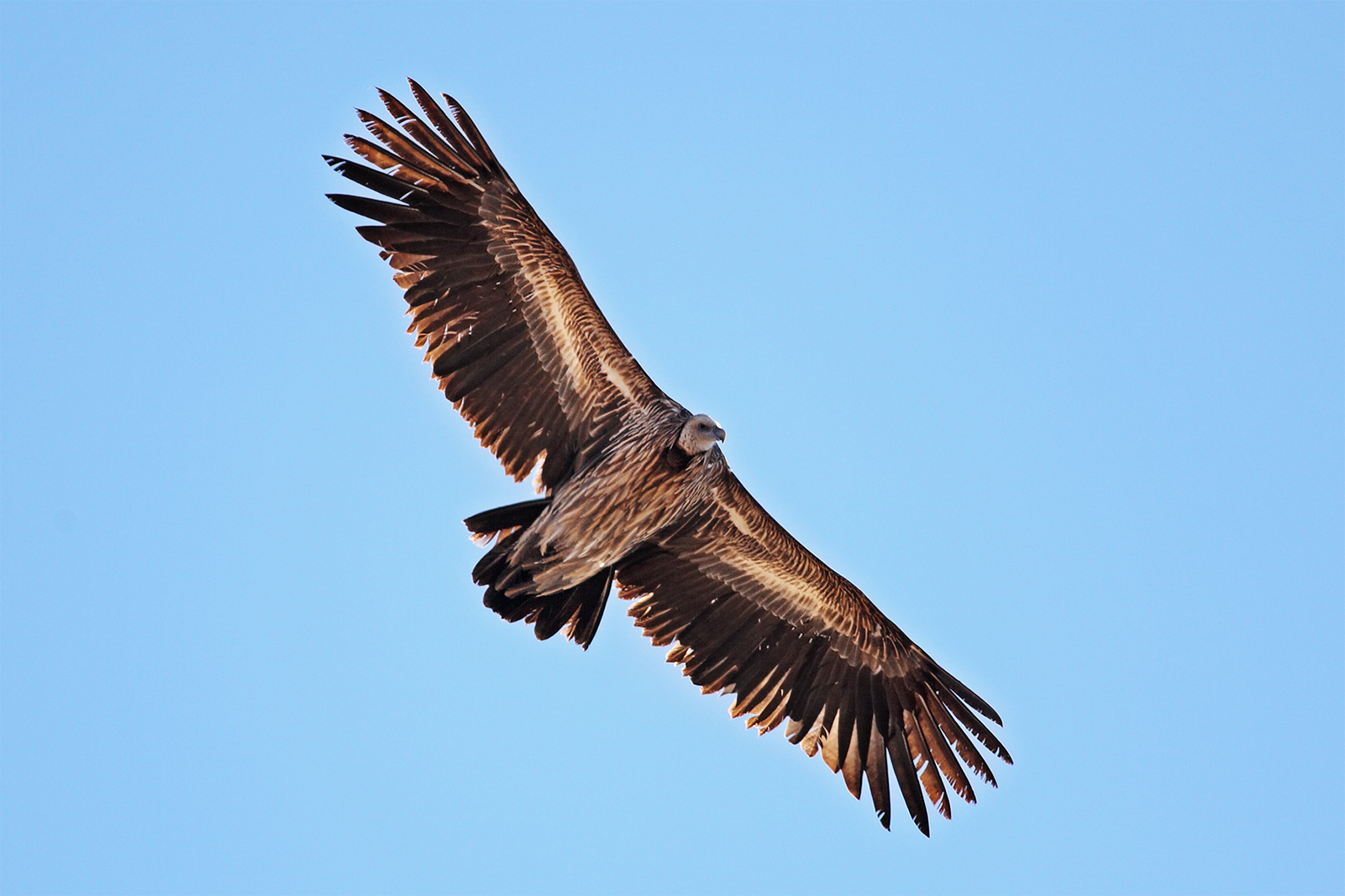
Ungfågel

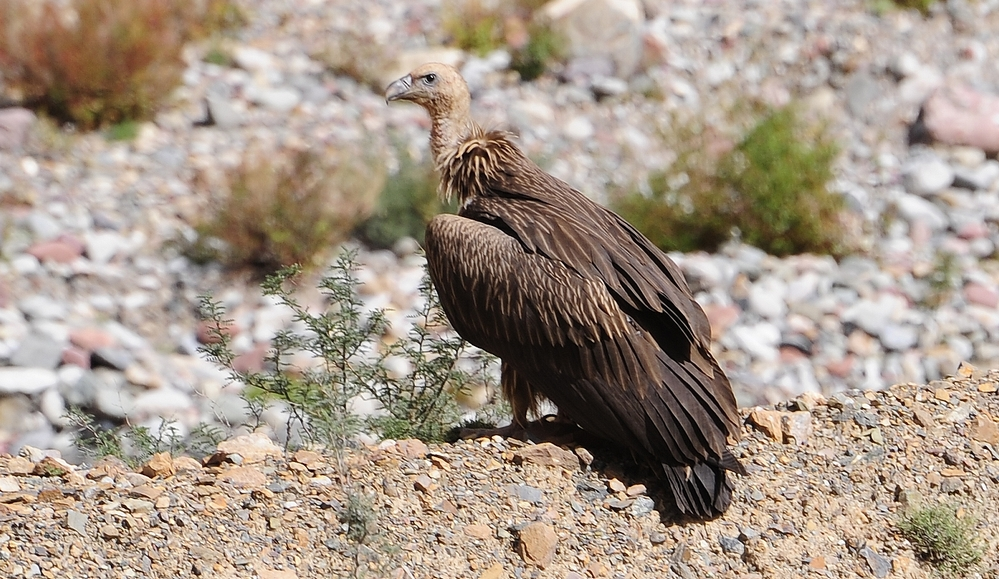
Ungfågel

## Levnadssätt
Snögamen ses ofta sitta på klippspetsar, där favoritsittplatser avslöjas med vita märken från avföring. Flockar följer betesdjur på jakt efter döda djur. Den äter uteslutande as, ibland även ruttet kött, och undviker inälvorna som de lämnar till andra gamar. På tibetanska högplatån består födan till 64% av död domesticerad jak. Där andra gamar förekommer är den vanligen dominant, men underordnad varg, snöleopard och grågam.  Snögam har även setts äta tallbarr (Pinus roxburghii), ett beteende som än så länge inte fått sin förklaring..

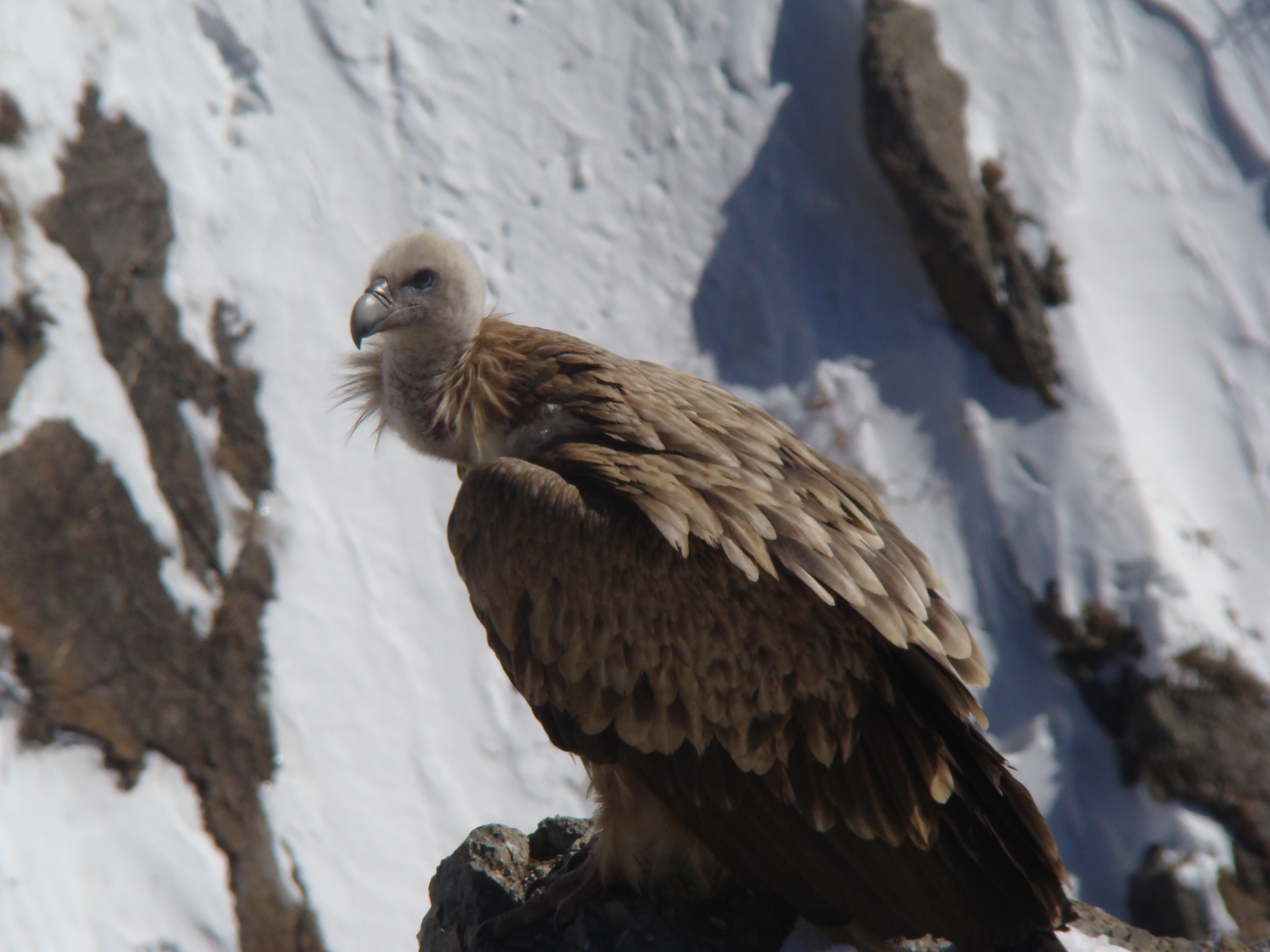

## Utbredning och systematik
Snögamen förekommer i bergstrakter mellan 1 200 och 5 500 meters höjd,, i Himalaya från norra Pakistan och norra Indien genom södra Tibet och Nepal till Bhutan och centrala Kina, men även nordost genom Pamir till Tianshan och möjligen Tarbagataj och Altaj. Ungfåglar sprider sig även söderut till slätterna i norra Indien, i Rajastan och Assam. Den har även noterats i Thailand, Myanmar, Kambodja och Singapore och 13-16 oktober 2012 i Förenade Arabemiraten. Den behandlas som monotypisk, det vill säga att den inte delas in i några underarter.

### Häckning
Artens häckningssäsong inleds i januari. Boet placeras på en otillgänglig klippavsats, i nordöstra Indien mellan 1 215 och 1 820 meters höjd, i Tibet så högt som 4 245 meter. Flera par kan häcka på samma avsats, genomsnittligen fem till sju par i varje koloni. Boet är relativt litet för en så stor fågel och blir även om den byggs på under återanvändning inte lika massivt som andra stora rovfåglar. På tibetanska högplatån har den setts häcka nära lammgam, vilket är noterbart eftersom den ofta annars är mycket aggressiv mot andra gamarter.
Snögamen lägger ett enda vitt rödfläckigt ägg, i norra Indien mellan 25 december och 7 mars. I fångenskap har ruvningstiden noterats till 54-58 dagar. Ungfåglarna stannar med föräldrarna i sex eller sju månader.

## Status och hot
Snögamen är utsatt för den giftiga veterinärmedicinen diklofenak som fått flera andra tidigare vanliga Gyps-gamar att minska kraftigt i antal, så pass att de nu behandlas som akut hotade. Än så länge har dock inte snögamen påverkats i samma utsträckning och beståndet är stabilt, även om antalet häckande fåglar har minskat i delar av utbredningsområdet i Nepal. Internationella naturvårdsunionen IUCN bedömer att det finns en risk att arten kommer minska i antal i framtiden och kategoriserar den som nära hotad. Världspopulationen uppskattas preliminärt till mellan 66 000 och 334 000 individer.